# Aclamação do Rei de Portugal

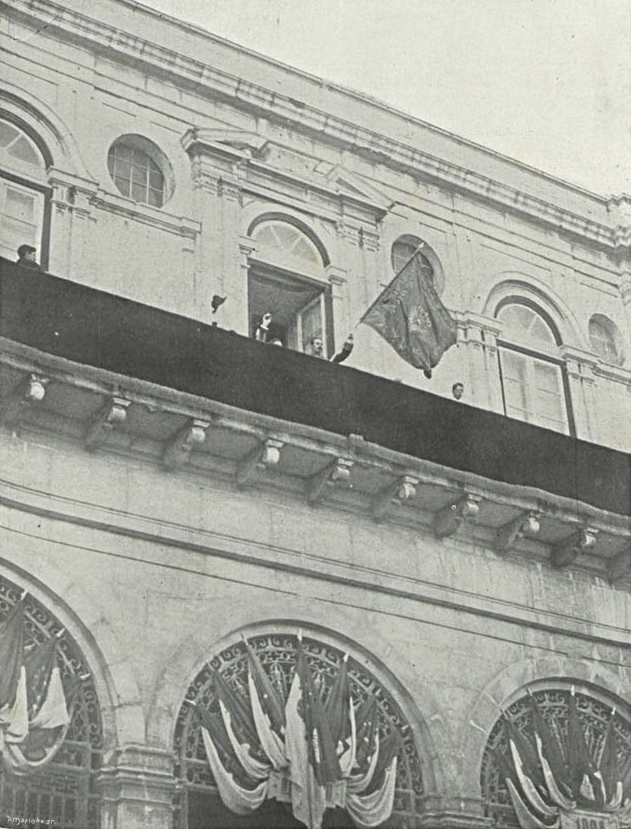
Aclamação de D. Manuel II, na varanda do Palácio de São Bento, em Lisboa.

A aclamação do rei de Portugal era a cerimónia ritual em que o herdeiro ao trono ascendia a monarca de Portugal.
Por tradição, os reis de Portugal não eram coroados, mas existindo no seu lugar uma Aclamação em praça pública que simbolizava a comunhão entre soberanos e súbditos e a própria natureza contratualista da Monarquia portuguesa.
Apesar de os monarcas portugueses nunca terem sido obrigados a usar uma coroa durante a cerimónia de aclamação, podem ter existido monarcas que a tenham efectivamente usado. Embora não exista documentação que comprove este facto, os monarcas portugueses usavam uma coroa noutras ocasiões. Quando D. João IV se tornou rei de Portugal em 1640 e foi deposta a Casa de Habsburgo, colocou a sua coroa aos pés de uma estátua de Nossa Senhora da Imaculada Conceição, declarando-a "a verdadeira Rainha de Portugal". Desde então é um facto de que os monarcas portugueses nunca usaram uma coroa.
A última aclamação foi a do rei Manuel II de Portugal, a 6 de maio de 1908.

## História

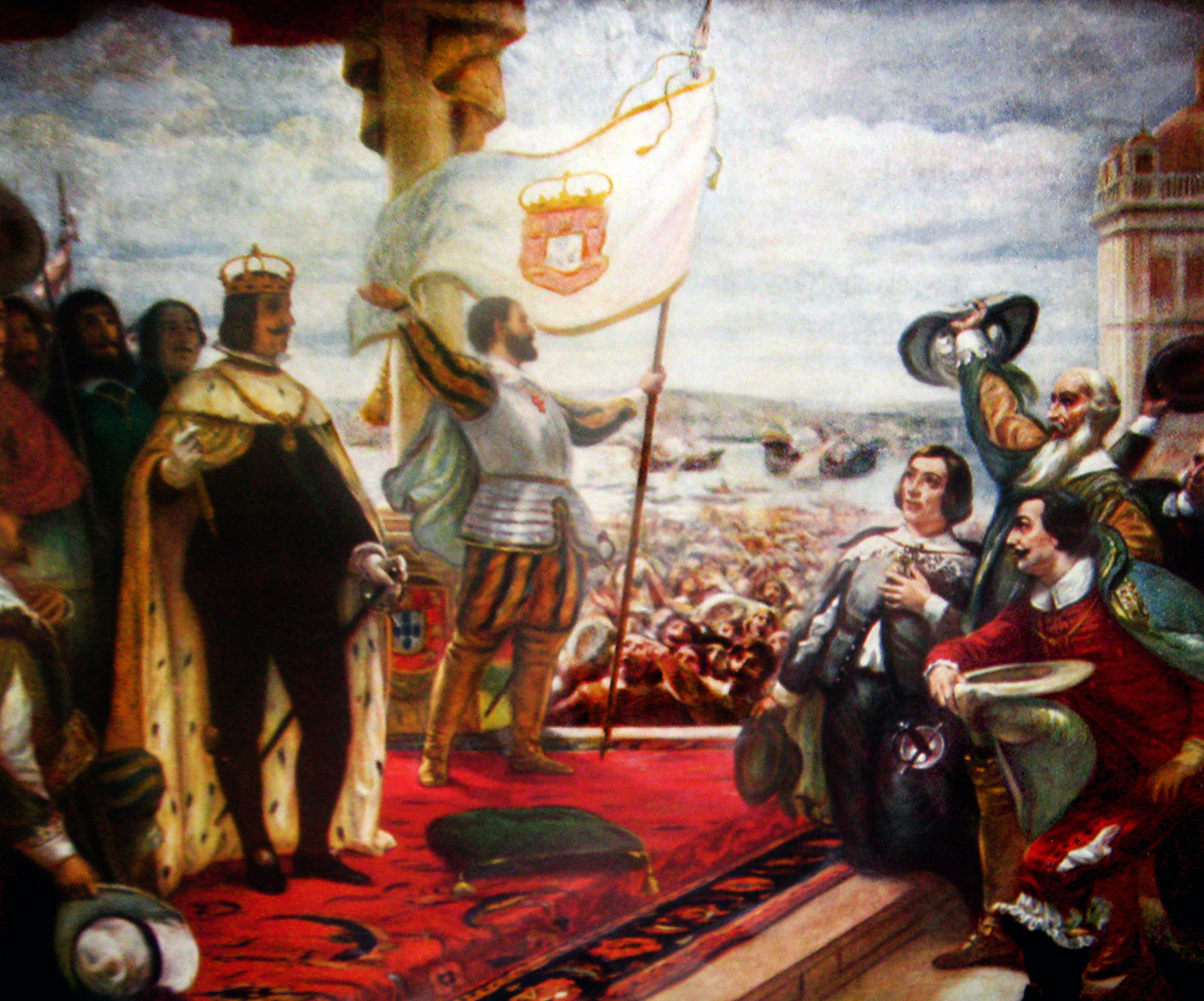
Aclamação de D. João IV de Portugal, por Veloso Salgado, no Museu Militar de Lisboa.

Apesar de certos monarcas antes de João IV puderem ter tido realizado uma cerimónia de coroação, esta não foi uma tradição praticada pelos monarcas portugueses, nem nunca foi documentada tal pratica. Tendo sido sempre optado, portanto, por uma aclamação.
A entronização do rei de Portugal denominava-se primitivamente por alçamento ou alevantamento, sendo o termo de aclamação uma designação posterior a esta cerimónia. Esta nunca teve um ritual fixo, ao contrário da grande maioria das monarquias europeias, nem teve um lugar próprio e fixo para a realização desta cerimónia, tendo sido realizada, portanto, em diversos locais. Inicialmente até ao final da segunda dinastia era, normalmente, no local onde o novo monarca recebesse noticias da morte do seu antecessor. Ou seja, era até este período uma cerimónia simples, improvisada, que ocorria geralmente com 1 dia de intervalo entre conhecimento do novo monarca da morte do seu antecessor e a realização da entronização. Pode-se então concluir que a entronização dos monarcas portugueses teve, até ao fim da dinastia de Avis, um carácter prático, popular e laico em vez de formal e religioso. Contudo existiram diversas tentativas por parte de diversos monarcas portugueses, como por exemplo de D. Duarte I, de estabelecerem um ritual de sagração e de coroação estabelecendo por isso diversas diligências junto da Santa Sé. Contudo estas tentativas foram abandonadas, devido ao pouco interesse nesses rituais. 
Finda a Dinastia de Avis, a entronização dos Filipes, à excepção de Filipe I, que foi aclamado rei de Portugal nas cortes de Tomar, foram todas realizadas em Espanha.
Após a Dinastia Filipina, durante a Dinastia de Bragança, passou a haver uma aclamação com um ritual fixo, sendo por norma realizada no Paço da Ribeira, e posteriormente no Terreiro do Paço. Estas cerimonias passaram a ser mais luxuosas e com carácter mais religioso, principalmente com o advento do absolutismo. Com a monarquia constitucional, as cerimonias passaram a ser realizadas no Palácio de S. Bento, perante os deputados, os pares, figuras religiosas e membros da população.

## Curiosidades das Aclamações dos Reis de Portugal

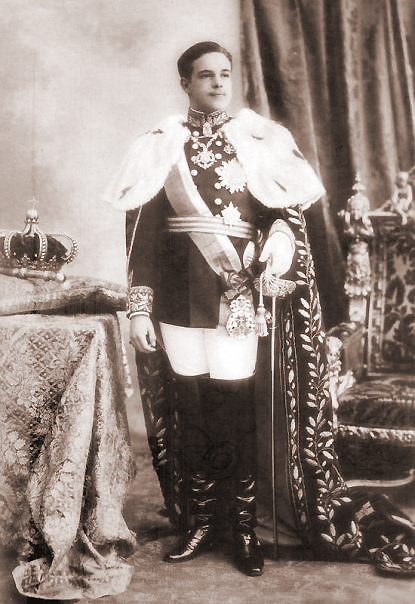
O Rei Manuel II de Portugal, a usar o manto de Luís I, e a Coroa de João VI.

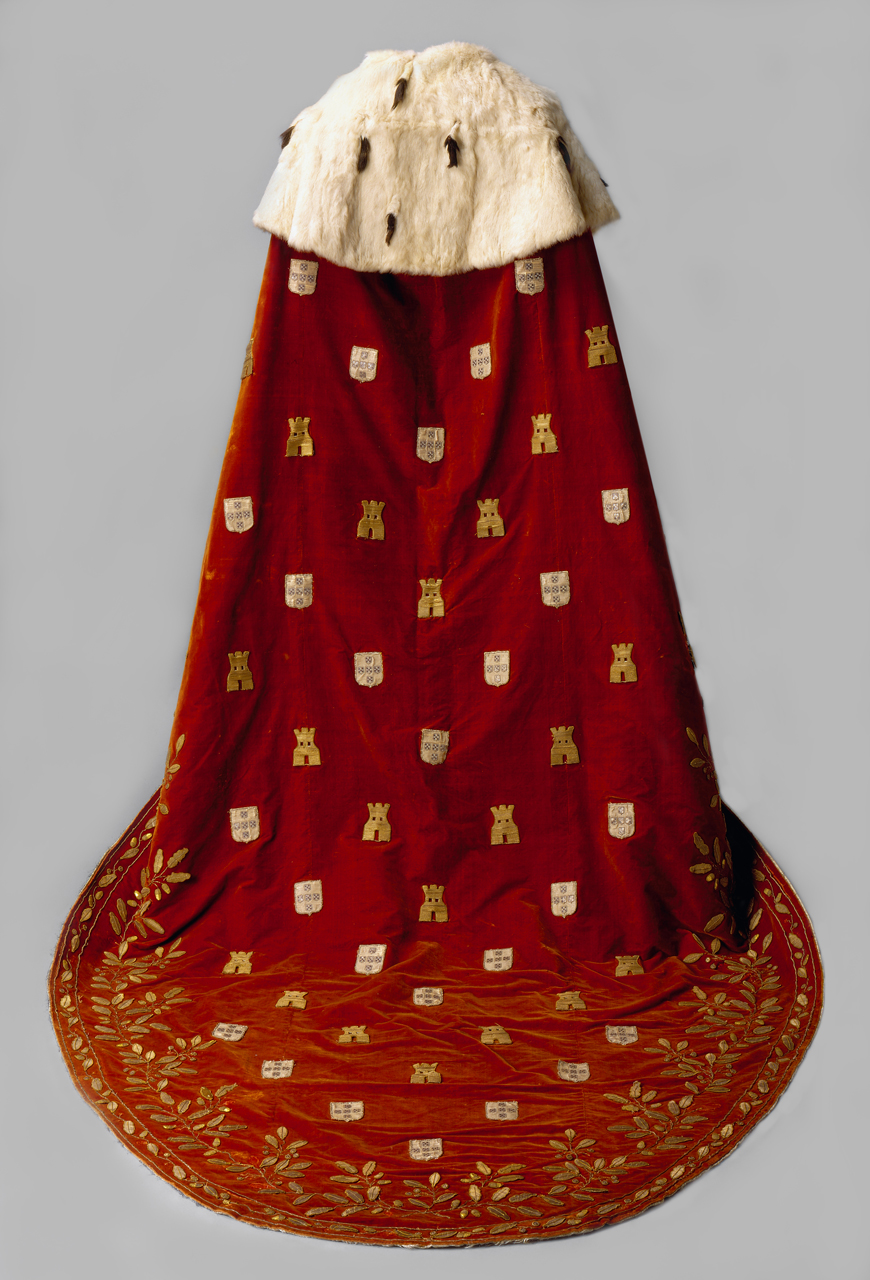
Manto de D. Luís I também conhecido como Manto dos Reis Constitucionais.

- Quando faleceu D. João IV, deixando como sucessor Afonso, cuja idade ainda não lhe permitia governar e com capacidade mental duvidosa para assumir a função. Foi aclamado e jurado rei a 15 de Novembro de 1656.[2] O boato de que sofria de alguma doença mental levou a que se levantasse a questão do adiamento da cerimónia. No entanto, a data manteve-se por entendimento da rainha. O discurso de praxe coube ao doutor António de Sousa Macedo, jurisconsulto e diplomata, o qual destacou não a figura de D. Afonso mas a de seu pai, a quem definiu como «hum sugeito quasi divino». Não deixou de invocar os feitos dos reis anteriores, provavelmente com o propósito de despertar o brio do jovem monarca, cuja nação se preparava para o recomeço da ofensiva espanhola, que já se fazia anunciar. O jovem monarca teve a responsibilidade de juntar todas as forças para, ao fim de dezasseis anos de guerra, não comprometer a independência face ao país vizinho e todo o processo de restauração.[3] Este era o dia em que se iniciava também a regência da sua mãe, D. Luísa de Gusmão..[4]

- Em 20 de março de 1816 faleceu a rainha Dona Maria, abrindo caminho para o regente, o futuro João VI de Portugal assumir o trono. Mas embora passasse a governar como rei no dia 20, sua sagração não se realizou de imediato, sendo aclamado somente em 6 de fevereiro de 1818, dois anos depois, com grandes festividades. Sua aclamação se realizou no Rio de Janeiro, no Brasil, que era àquela altura de onde se governava o Reino Unido de Portugal, Brazil e Algarves. O atraso poderá explicar-se por diversos fatores que ocorriam no governo Joanino como, por exemplo, disputas no cenário Europeu e a pressão pelo retorno do rei para Portugal.
- O rei D. Luís morreu no dia 19 de Outubro de 1889 na cidadela de Cascais, tendo sido sepultado no Panteão de São Vicente de Fora no dia 26 do mesmo mês. D. Carlos subiu ao trono em 19 de Outubro de 1889, por morte de seu pai. Sua aclamação como Rei de Portugal ocorreu em 28 de Dezembro de 1889 e teve a presença de D. Pedro II, Imperador do Brasil, exilado desde o dia 6 do mesmo mês.
- Depois do assassinato do pai, D. Carlos e do irmão, o príncipe Luís Filipe, D. Manuel II foi solenemente aclamado Rei na Assembleia de Cortes em 6 de Maio de 1908, perante os deputados da Nação, jurando cumprir a Carta Constitucional. D. Manuel manteve-se sempre fiel a este juramento mesmo quando, já no exílio, foi pressionado a apoiar outras formas de governo para uma possível restauração.

## Roupas

### Vestes do Soberano
Nas últimas aclamações o manto usado era o manto de D. Luís I, que foi o antepenúltimo Rei de Portugal. Antes desse manto era usado o Manto de João VI.

### Coroas e diademas

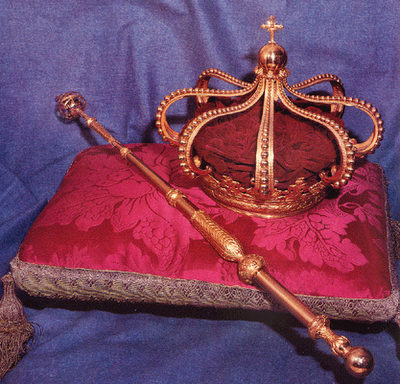
A Coroa e Ceptro utilizados por Dom João VI.

O Soberano recebia, junto com a Coroa, as Regalias do Reino. Entretanto a Coroa ficava pousada ao seu lado (não na cabeça).
Quando Maria Pia de Saboia se tornou rainha consorte de Portugal, o rei Luís I mandou fazer muitas novas joias. Paralelamente, foi confeccionado um novo manto real. Quando a Família Real portuguesa partiu para o exílio, muitas das joias seguiram com a rainha Amélia de Orléans e a rainha mãe Maria Pia de Saboia.

## Cerimónias da Aclamação

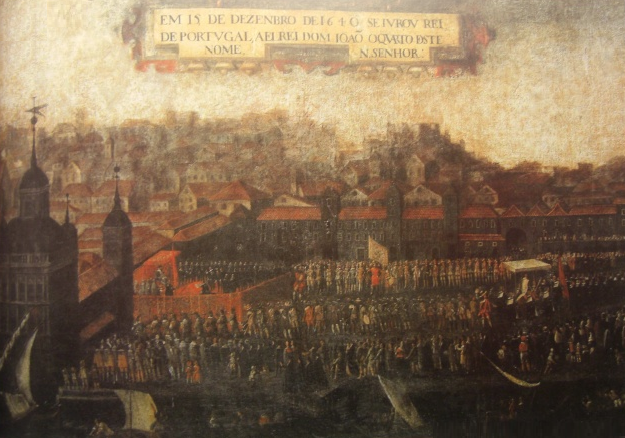
Cerimónia de Aclamação de João IV de Portugal, no Terreiro do Paço, em 1640.

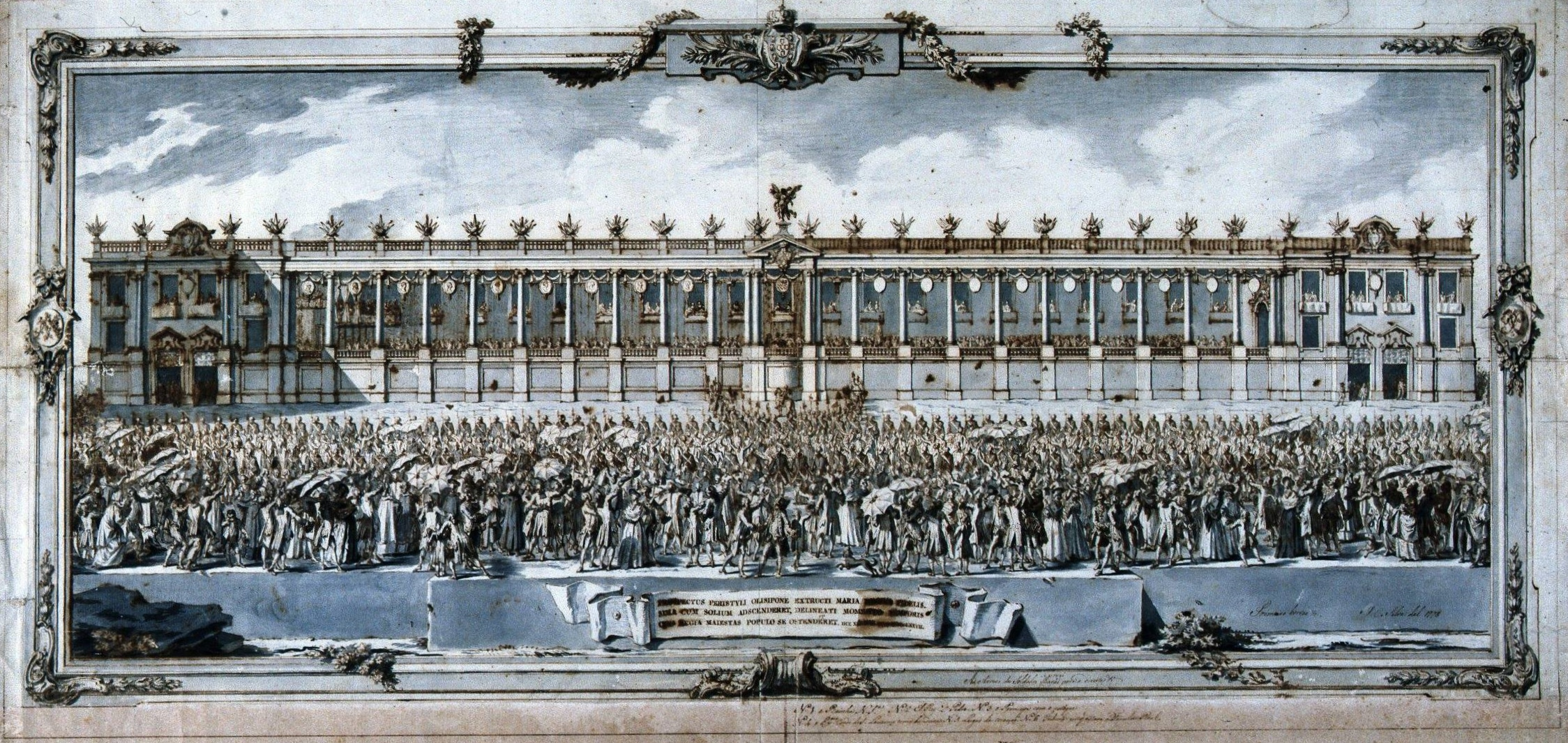
Cerimónia de Aclamação de Maria I de Portugal, na Praça do Comércio, em 1777.

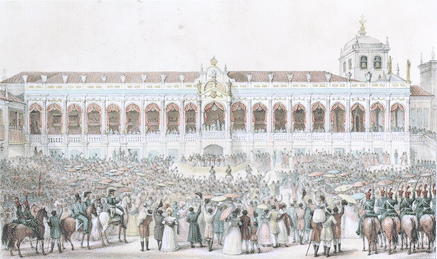
Cerimónia de Aclamação de João VI de Portugal, no Rio de Janeiro, em 1818.

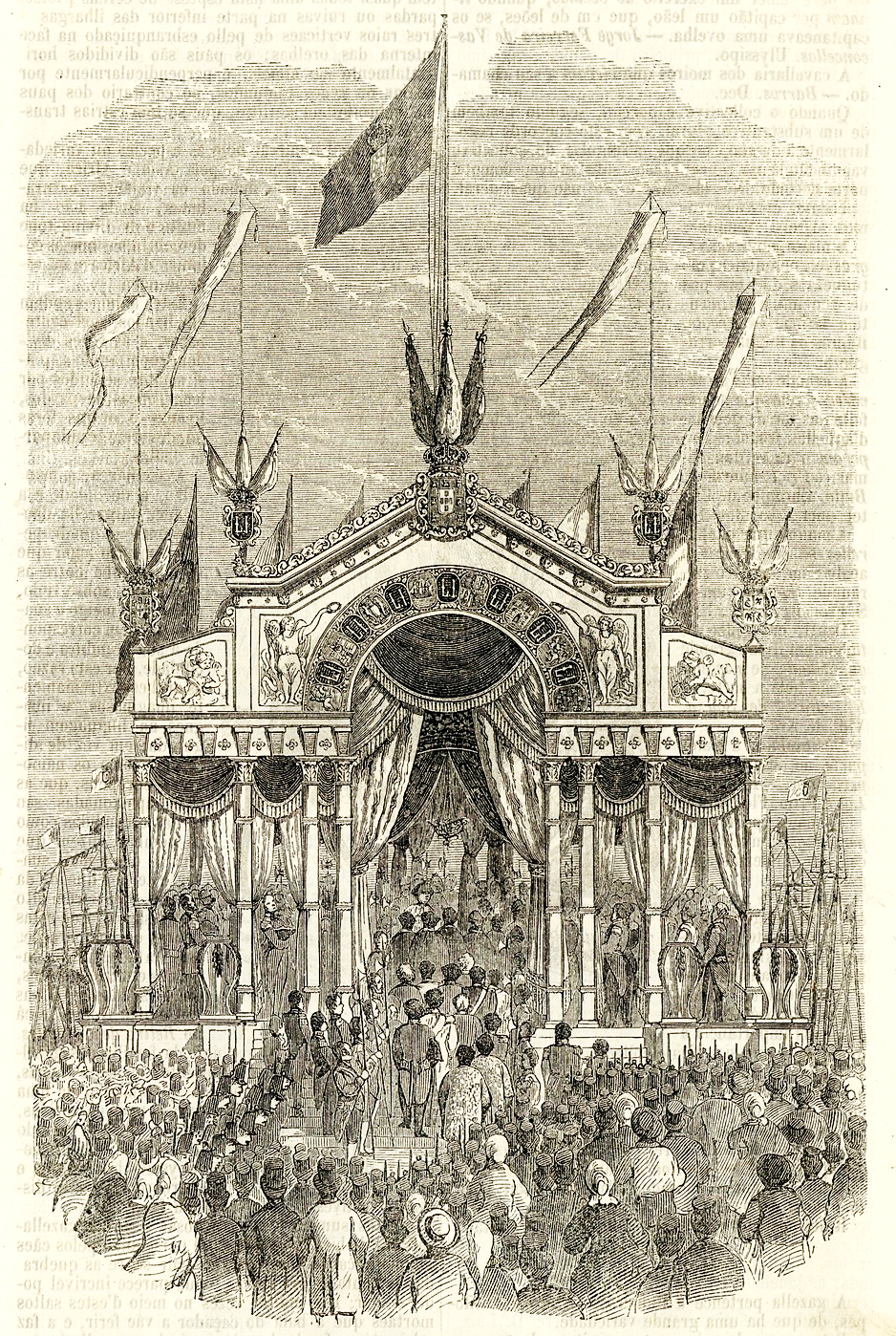
Entrega das Chaves de Lisboa, após a cerimónia de Aclamação de Luís I de Portugal, em 1861.

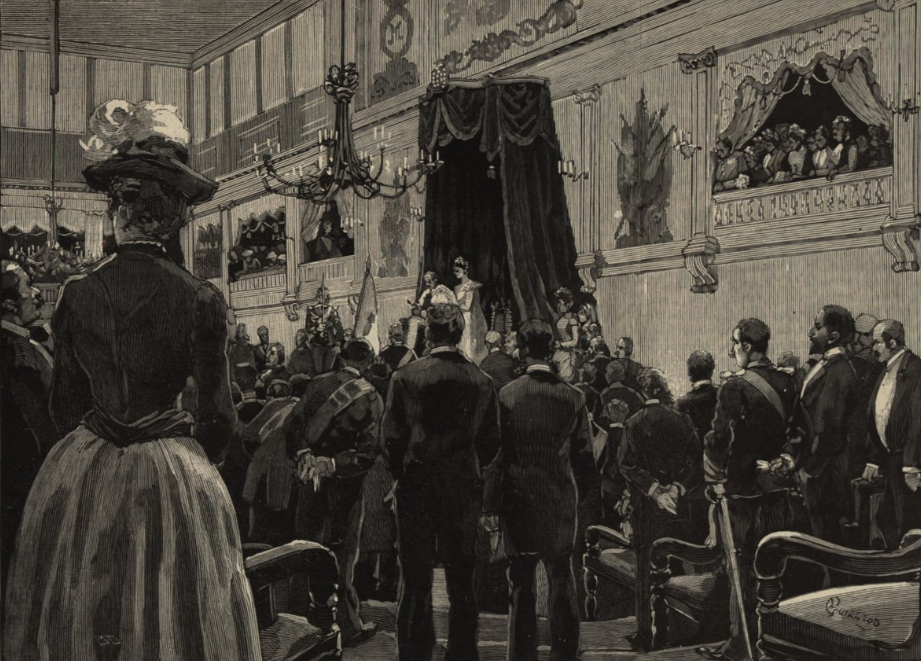
Cerimónia de Aclamação de Carlos I de Portugal, no Palácio de São Bento, em 1889.

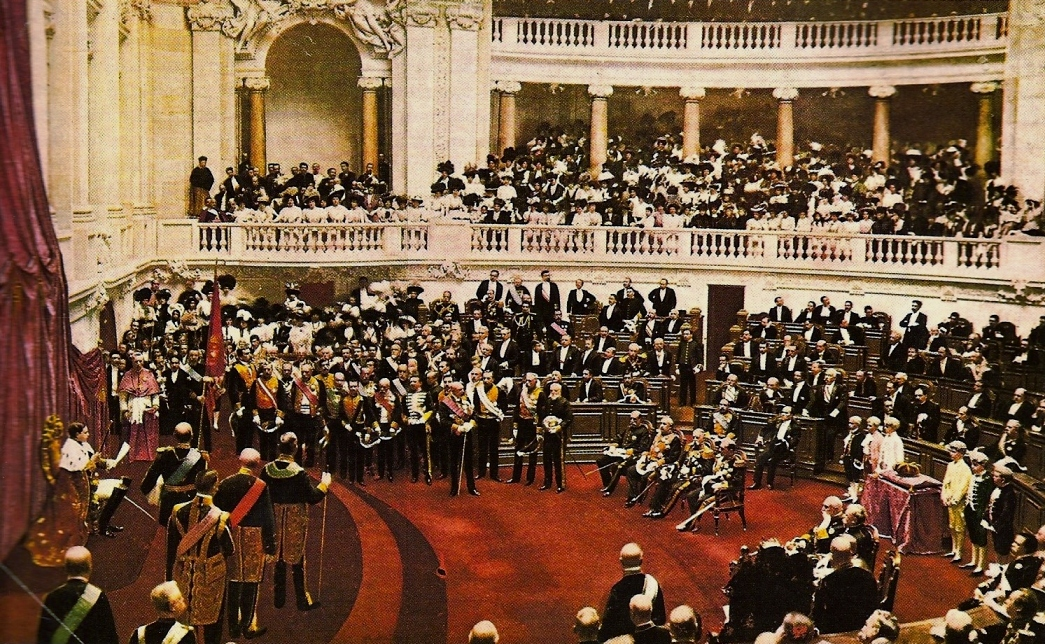
Cerimónia de Aclamação de Manuel II de Portugal, no Palácio de São Bento, em 1908.

Anunciada a morte do monarca e decorridas as cerimónias fúnebres, já deveriam ser colocados em prática os preparativos para a aclamação do rei sucessor. Uma ceremónia típica da casa Bragança é descrito a seguir.
Primeiramente, o monarca sairia dos seus aposentos, acompanhado dos Grandes Títulos da sua Corte, de oficiais da Casa Real e de Bispos, até ao local onde deveria decorrer a cerimónia de aclamação.
Tal acompanhamento seria aberto pelos Porteiros, oficiais da Casa Real. Eles seriam responsáveis por abrir e fechar as portas do palácio, função essa bastante simbólica. Os Porteiros traziam consigo duas insígnias que os distinguiam. Em primeiro viriam os Porteiros de Cana por portarem instrumentos de sopro rústicos, denominados por Cana. De seguida viriam os Porteiros da Maça, responsáveis por transportar nos ombros um bastão para assinalar a chegada dos convidados, a Maça.
Após a chegada dos Porteiros ao local da aclamação do monarca viriam os oficiais da Casa Real responsáveis pela Armaria, ou seja eram responsáveis pela distribuição e regulamentação das armas e brasões da nobreza. Estas estavam distribuídos em três níveis de forma hierárquica. Primeiro vinham os três Reis de Armas (representavam os três domínios mais importantes do Império Português: Portugal, Algarve e Índia). Seguindo-se vinham os três Arautos (representavam as mais importantes cidades do Reino:Lisboa, Silves e Goa). Por último vinham os três Passavantes (representavam as vilas mais importantes: Santarém, Lagos e Cochim). Todos deveriam vestir cotas de armas. Essa era uma capa sobre as vestes, que os diferenciava pela posição onde o escudo real estava bordado. Os Reis de Armas traziam bordado no peito com a coroa, os Arautos traziam ao peito no lado direito sem a coroa e os Passavantes traziam ao lado esquerdo sem a coroa.
O cortejo real prosseguia-se com a passagem dos Moços da Câmara e dos Moços Fidalgos. Os Moços da Câmara eram jovens que provinham das famílias mais influentes e possuíam funções na Câmara Real (aposentos do rei). O Moço Fidalgo era basicamente aquele que convive com rei no seu quotidiano. Após a passagem dos Moços passaria o Corregedor do Crime da Corte e Casa.
No fim da passagem destas figuras maiores da Monarquia Portuguesa deveriam passar os membros da nobreza, os Grandes Titulares da Corte (Marqueses, Condes, Viscondes e Barões) e eclisiasticos (Bispos). Todos viriam a "descoberto" (desuso de chapéu ou barrete) e formando duas alas, a dos seculares e a dos religiosos. No meio destas deveriam vir os oficiais da Casa Real portando as suas insígnias. Imediato a essa formação deveria vir o Ministro Secretário de Estado. Após ele deveria prosseguir o Meirinho Mor que deveria trazer uma vara branca (sua insignia). Este era um oficial de justiça, responsável pela aplicação da lei aos membros da Nobreza e fidalgos- Segundo relatos da época, este ofício era praticado pelo Conde de Viana.
O Bispo Capelão Mor (responsável pela capela real) deveria acompanhar o Meirinho Mor. Após estes proseguiria o cortejo, o Alferes Mor, que trazia a Bandeira Real enrolada. No fim deste passaria era o Capitão da Guarda Real (responsável pela guarda pessoal do rei). A Guarda Real dos Archeiros estaria no exterior do edifício onde decorreria a cerimônia de aclamação.
No fim da passagem das mais altas influentes figuras a nível nacional passariam os membros da Família Real e por último viria a figura central: o monarca. Este viria ricamente vestido com o manto real, seguro na cauda pelo Conde de Parati e o Gentil Homem da Câmara Real. Junto ao monarca estaria o herdeiro ao trono ainda acompanhado dos seus oficiais privados (os Camaristas). Muito próximo ao rei no seu lado esquerdo estaria o Mordomo Mor da Casa Real. Este desempenha as funções mais importantes de toda a Casa Real Portuguesa e. Também ao seu lado, mas mais afastado, estaria la o Ministro Secretário de Estado. No mesmo lado esquerdo deveriam estar posicionados, em ala e mais afastados, o Meirinho Mor e os Marqueses e por último os Grandes da Corte e outros oficiais da Casa Real. Ao seu lado direito deveriam estar os seus herdeiros (caso os tenha) e o corpo religioso.
Antes de o soberano se sentar no trono real é lhe dado o ceptro na mão direita, a coroa real ao seu lado esquerdo apesar de poder mudar de posição consoante o plano cerimonial.
Após os convidados estarem todos acomodados dá-se oficialmente início à aclamação do monarca. Neste momento o Secretário de Estado deveria avisar ao Rei de Armas para pronunciar a prática a El-Rei. O Rei de Armas diria o seguinte: 
- "Ouvide, ouvide, ouvide, estai atentos!".

Dito isto o Reposteiro Mor coloca diante do monarca uma cadeira rasa com uma almofada e outra para colocar os do rei para que ele se ajoelhasse. Na cadeira rasa (pequena mesa) o Bispo Capelão Mor colocaria o missal aberto e o crucifixo de prata. O alto prelado deveria ajoelhar-se junto ao trono juntamente com dois Bispos que seriam testemunhos do juramento que El-Rei iria fazer. O monarca então de joelhos colocaria o ceptro na mão esquerda e o missal e a cruz na mão direita e repetiria as palavras que o Secretário, que também estava de joelhos, disse-se:
- "Juro e prometo com a graça de Deus vos reger, e governar bem, e direitamente, e vos administrar direitamente justiça, quanto a humana fraqueza permite; e de vos guardar vossos bons costumes, privilégios, graças, mercês, liberdade, e franquezas, que pelos Reis meus predecessores vos foram dados, outorgados e confirmados."

Dito este jura, neto o Secretário de Estado lê em voz alta o Juramento, Preto e Homenagem que os convidados deveriam dizer ao monarca:
- "Juro aos Santos Evangelhos tocados corporalmente com a minha mão, que eu recebo por nosso Rei, e senhor/a verdadeiro/a, e natural, o/a muito alto/a, e muito poderoso/a, o/a fidelíssimo/a rei/rainha. Nosso/a senhor/a, e lhe faço preito, e homenagem segundo o foro destes reinos."

Feito o juramento por parte dos convidados, o Alferes Mor desenrolaria a Bandeira Real e o Rei de Armas diria em voz alta para beijarem a mão do soberano. Feito isto o Secretario Geral diz aos convidados que o monarca aceita os juramentos feitos a ele e assim o diz:
- "El Rei, nosso senhor, aceita os juramentos, preitos e homenagens que os Grandes, Títulos Seculares, Eclesiásticos, e mais pessoas da nobreza que estarem presentes, agora lhe fizestes."

Declarada a aceitação o Alferes Mor portando a bandeira desenrolada declara a fórmula da aclamação do monarca:
- "Real, real, real pelo/a muito alto/a, muito poderoso/a, Senhor/a. Nosso/a senhor/a."

Feito isso deveriam seguir para a multidão que os aguardava e o Rei de Armas diria:
- "Ouvide, ouvide, ouvide, e estai atentos."

E o Alferes Mor de seguida diria:
- "Real, real, real, pelo/a muito alto/a, muito poderoso/a, o/a senhor/a. Nosso/a senhor/a."

Finalmente a comitiva real dirigia-se com a população em direção ao Palácio Real momento que marca o fim das cerimónias de Aclamação do monarca Português.